# Cutalmiche
Cutalmiche (em árabe: قتلمش, lit. 'Kutalmish'; também Qutulmish ou Qutalmish; em turco:  Kutalmış) foi um turco seljúcida do século XI cujos descendentes fundaram o Sultanato de Rum.

## História
Cutalmiche era filho de Arslã Jaguebu e primo de Tugril Bei e teve um papel vital nas conquistas dos turcos seljúcidas. Apoiou a revolta contra Tugril e contestou a sucessão ao trono, lutando contra Alparslano por ele. Segundo o historiador Ali ibne Alatir, Cutalmiche conhecia as ciências das estrelas. Seu filho, Solimão, se revoltou contra a dinastia seljúcida, governada pelo sultão Maleque Xá I, e se autoproclamou "Sultão de Rum" em 1073.